# Teofil Wojciech Załuski
Teofil Wojciech Załuski herbu Junosza (ur. 19 kwietnia 1760 w Krakowie, zm. 9 sierpnia 1831 w Andrychowie) – hrabia, kasztelan buski 1786–1791, podskarbi nadworny koronny od 1793, starosta grodzki chęciński, poseł na sejm grodzieński, rotmistrz kawalerii narodowej, tajny radca rosyjski od 1801, szambelan i tajny radca austriacki od 1808.
Przeciwnik Konstytucji 3 maja, konsyliarz konfederacji generalnej koronnej w konfederacji targowickiej, członek konfederacji grodzieńskiej 1793 roku.

## Pochodzenie i rodzina
Był protoplastą jednej z linii rodu Załuskich. Ojcem jego był Ignacy Załuski a matka Marianna Dębińska. Poślubił Honoratę Stępkowską  (1750–1819) - córkę Józefa - wojewody kijowskiego,  z którą miał synów późniejszych powstańców listopadowych; gen. Józefa Bonawenturę (1787–1866), Karola Załuskiego (1794–1845) i córki; Franciszkę Marię  Załuską (1793–1844), Marię (1800) i Helenę (1800). Ponownie ożenił się w 1820 r. z Marianną Górską (1800–1833) i miał z nią syna Jana Konrada Załuskiego.

## Kariera
Poseł z województwa sandomierskiego na sejm 1784.
W 1784 został odznaczony Orderem św. Stanisława, a 7 września 1787 Orderem Orła Białego.
Był członkiem konfederacji Sejmu Czteroletniego. Przeciwnik Konstytucji 3 maja, po jej uchwaleniu ostentacyjnie zrzekł się swojego krzesła w Senacie.
Od 9 września 1792 był konsyliarzem konfederacji targowickiej, wszedł w skład Rady Nieustającej. Jako poseł z województwa sandomierskiego na sejm grodzieński posłusznie wypełniał polecenia posła rosyjskiego Jakoba Sieversa. Na sejmie grodzieńskim w 1793 roku został mianowany przez króla Stanisława Augusta Poniatowskiego członkiem deputacji do traktowania z posłem rosyjskim Jakobem Sieversem. 22 lipca 1793 roku podpisał traktat cesji przez Rzeczpospolitą ziem zagarniętych przez Rosję a 25 września cesji ziem zagarniętych przez Prusy  w II rozbiorze Polski.
Dzięki poparciu Osipa Igelströma, który był kochankiem jego żony został 11 lipca 1793 podskarbim nadwornym koronnym. Rankiem 17 kwietnia 1794 po wybuchu insurekcji warszawskiej opuścił w popłochu Warszawę.
Zmarł 9 sierpnia 1831 w Andrychowie.